# Lacrema/'A femmena 'e mò
Lacrema/'A femmena 'e mò, pubblicato nel 1968, è un singolo del cantante italiano Mario Trevi.

## Storia
Il disco contiene due brani inediti di Mario Trevi. Lacrema è presentata al Festival di Napoli 1968 con Mario Abbate.

## Tracce
Lato A
- Lacrema (Palomba-Alfieri)

Lato B
- 'A femmena 'e mò  (Russo-Genta)

## Incisioni
Il singolo fu inciso su 45 giri, con marchio Durium (QCA 1388).
Direzione arrangiamenti: M° Eduardo Alfieri.